# Пельре
Пельре́ (фр. Pellerey) — коммуна во Франции, находится в регионе Бургундия. Департамент коммуны — Кот-д’Ор. Входит в состав кантона Сен-Сен-л’Аббеи. Округ коммуны — Дижон.
Код INSEE коммуны — 21479.

## Население
Население коммуны на 2010 год составляло 86 человек.
| 1962 | 1968 | 1975 | 1982 | 1990 | 1999 | 2010 |
| ---- | ---- | ---- | ---- | ---- | ---- | ---- |
| 135  | 117  | 115  | 113  | 106  | 103  | 86   |

## Экономика
В 2010 году среди 51 человека трудоспособного возраста (15—64 лет) 42 были экономически активными, 9 — неактивными (показатель активности — 82,4 %, в 1999 году было 71,7 %). Из 42 активных жителей работали 40 человек (22 мужчины и 18 женщин), безработных было 2 (1 мужчина и 1 женщина). Среди 9 неактивных 2 человека были учениками или студентами, 5 — пенсионерами, 2 были неактивными по другим причинам.